# Järfälla Hockey Club
Le Järfälla HC est un club de hockey sur glace de Järfälla en Suède. Il évolue en Division 1, troisième échelon suédois.

## Historique
Le club est créé en 1976.

## Palmarès
- Aucun titre.

## Ancien joueur
- Daniel Rudslätt